# Halász Ignác
Halász Ignác (1879-ig Fischer) (Tés, 1855. május 26. – Budapest, 1901. április 9.) magyar nyelvész, irodalomtörténész, egyetemi tanár, a Magyar Tudományos Akadémia levelező tagja (1888).

## Pályája
Apja előbb tanító, utóbb kereskedő volt. Fiát tudományos pályára szánta és erején felül taníttatta. Halász Ignác elemi iskoláit Várpalotán végezte. A gimnázium hat osztályát Veszprémben látogatta, majd Székesfehérváron nevelősködött és ott is érettségizett. 1873-ban beiratkozott a budapesti egyetem bölcsészeti karára, ekkor a magyar és német nyelven kívül már folyékonyan beszélt franciául, angolul és olaszul is. Tanárai Toldy Ferenc, Greguss Ágost, Heinrich Gusztáv és Budenz József voltak, közülük különösen Budenznek az összehasonlító nyelvészet terén kifejtett munkássága hatott rá. Egyetemi hallgató korában pályadíjat is nyert egy lapp alaktannal, melyet Szilasi Móriccal együtt írt. 1877-ben tanári szakvizsgát tett és a fővárosban, valamint Székesfehérvárott tanított. 1881-ben bölcsészdoktori oklevelet szerzett. 
1888-ban az MTA levelező tagjai közé választotta, 1889-ben levelező tagja lett a Helsingforsi Finnugor Társaságnak (finnül: Suomalais-Ugrilainen Seura). 1892-ben Budapesten tanított, 1893-ban a magyar nyelvhasonlítás magántanára volt a budapesti egyetemen, év végétől pedig a kolozsvári egyetemen tanította a magyar nyelv és ugor összehasonlító nyelvészetet.
A Magyar Tudományos Akadémia segítségével három tanulmányutat tett a svédországi és a norvégiai lappok között, ahol sok nyelvi és népköltési anyagot gyűjtött. Első útját 1884 júniusában kezdte meg és szeptember végén fejezte be; Varsón, Szentpéterváron át ment Finnországba és onnan a lappokhoz. Ott lakott a lappokkal együtt sátrakban, eljárt iskolájukba, följegyezte mindazt, ami nyelvükre, szokásaikra, műveltségükre vonatkozik; továbbá majdnem az egész újabb lapp irodalmat megszerezte és e munkákat magával hozta. Másodszor 1886 nyarán, harmadszor 1891-ben kereste föl a lappokat; mindannyiszor érdekes és értékes nyelvészeti adatokkal tért vissza.

### Munkássága
Irodalmilag három irányban működött: a nyelvészet, az irodalomtörténet és ifjúsági irodalom terén. Móka bácsi néven a magyar népmeséket dolgozta fel a gyermekolvasók számára. Nyelvészeti működése részint a magyarra, részint más ugor és altaji nyelvekre terjedt ki, foglalkozott a finnugor és szamojéd nyelvek rokonságával.
Cikkei a Magyarország és a Nagyvilágban (1874. Finn népmesék, Suomalainen egy novellája, 1877. Yrjö Koskinen egy elbeszélése), a Vasárnapi Ujságban (1874. Finn népmese), a Kisfaludy Társaság Évlapjaiban (Uj F. XI. 1875. Lea, színmü egy felv. Kivi Elek után fordította Szilasi Móriccal), az Egyetemes  Philologiai Közlönyben (1877., 1880., 1890. könyvism., 1883. költemény finnből), a Külföldben (1879. könyvism.),  a Budenz-Albumban (1884. Budenz József, életrajz, Lapp népdalok, A lapp nyeIvjárások), a M. Salonban (I. 1884. Pietari Päivärinta elbeszélése finnből, IX. 1888. Lappföldön), a Hunfalvy-Albumban (1891. Eredeti hangállapot a svéd-lapp dialektusokban), a Földrajzi Közleményekben (1890. Nyolcz nap a Skalstugu hegységbeli lappok közt), az Életben (1892. finn népdal fordítása) és az Én Ujságomban (1893. négy mese Móka bácsi neve alatt), a Magyar Geniuszban (1893. Szarvas Gábor és Simonyi Zsigmond) jelent meg, valamint:
a Magyar Nyelvőrben
- 1874. Tudom, tom., Az alom, elem képző, A mány, vány képző
- 1875. Az ít igeképző, Kazinczy ujításai
- 1876. Az ul, ül igeképző, Az és kötőszó
- 1878-81. Ritkább és homályosabb képzők, a magyar tudom. akadémiától a Sámuel-díjjal kitüntetve
- 1881-83. Visszahódított magyar szók, Kazinczy mint fordító
- 1888-89. Magyar elemek az északi szláv nyelvekben, 1892-94. Szómagyarázatok),

a Fővárosi Lapokban
- 1877. 63. és 64. szám. könyvismertetés, A véres fiú finn ballada fordítása
- 1884. Lappok közt

a Budapesti Szemlében
- XI. 1876. Költemények finnből
- XXII. 1880. Sajnovics hatása a magyar költészetre
- XLI. 1885. Svédországi lappok között
- LI. 1887. Második lappföldi utam
- LXX. 1892. Harmadik lappföldi utam és könyvismertetés

a székesfehérvári reáliskola Értesítőjében
- 1878. Göthe «Werther»-e
- 1880. Eposzköltésünk a mult század végén és a jelen század elején, különös tekintettel Vörösmartyra
- 1885. A svédországi lappok közt

az Akadémiai Értesítőben
- 1884. Jelentés a svéd-lappok közt, nyelvészeti czélból
- 1887. Jelentés második lappföldi utamról
- 1889. A svédországi lapp nyelvjárásokról
- 1891. Jelentés harmadik lappföldi utamról
- 1893. Az ugor-szamojéd nyelvrokonságról

a Nyelvtudományi Közleményekben:
- XVII. 1881. Orosz-lapp nyelvtani vázlat, a Sámuel-díjjal jutalmaztatott
- XVIII. 1884. Magyar elemek a déli szláv nyelvekben
- 1892. Török dalok
- 1893. A déli lapp nyelv hangjairól, Az ugorszamojed nyelvrokonság kérdése

és a Pesti Naplóban
- 1898. Jóka ördöge a finneknél és lappoknál
- 1893. Kirándulás egy norvég gleccserre
- 1894. Magyar népmese Ludas Matyi a norvégoknál, Lappok az állatkertben
- 1893-95. a Pesti Napló majd minden vasárnapi számában egy gyermekmese Móka bácsi álnév alatt.

## Művei
- Kármán József. Irodalomtörténeti tanulmány. (Budapest, 1878)
- Gyermekmesék. Grimm testvérek után. (Budapest, 1878)
- Ritkább és homályosabb képzők (1880)
- Visszahódított magyar szók (Budapest, 1883)
- Kazinczy mint fordító (Budapest, 1883)
- Svéd-lapp nyelv (I–VI. Budapest, 1885-1896; az MTA nagyjutalomban részesítette)
  - Svéd-lapp nyelvtan és olvasmányok. (Budapest, 1881)
  - I. Lule- és pite-lappmarki nyelvmutatványok és szótár. (Budapest, 1885)
  - II. Jemtlandi lapp nyelvmutatványok. (Budapest, 1886)
  - III. Ume- és Tornio-lappmarki nyelvmutatványok. (Budapest, 1888)
  - IV. Déli-lapp szótár. (Budapest, 1891)
  - V.: Népköltési gyűjtemény a Pite-lappmark arjepluogi egyházkerületéből. (Budapest, 1893)
  - VI.: Pite Lappmarki szótár és nyelvtan : rövid Karcsmandói lapp szójegyzékkel. (Budapest, 1896)
- Magyar szók az északi szláv nyelvekben (Budapest, 1888-1889)
- Móka bácsi mesés könyve. (Budapest, 1893)
- Andersen válogatott meséi. Fordította Móka bácsi. (Budapest, 1893)